# Les Langages de l'amour
Les langages de l'Amour ou Les 5 langages de l'amour (The Five Love Languages) est un livre de psychologie écrit par le pasteur baptiste Gary Chapman, publié en 1992, qui explique les cinq manières d’exprimer et d’expérimenter de l’amour avec sa ou son partenaire.

## Résumé
Le livre avance cinq « langues de l’amour » qui servent aux échanges entre partenaires. Le livre parle des cadeaux, du temps passé à deux, des paroles valorisantes, des attentions et du toucher. Selon Chapman, il y a un langage primaire et secondaire à découvrir entre partenaires dans l'amour.

## Réception
Le livre figure sur la liste des best-sellers du New York Times depuis 2009. En 2017, il a été traduit en 50 langues. En 2018, 11 millions d'exemplaires ont été vendus en anglais . 250 000 copies ont été vendues en français.